# Eli Morgan
Elijah Allan Morgan (Rancho Palos Verdes, California, 13 de mayo de 1996), más conocido como Eli Morgan, es un jugador profesional estadounidense de béisbol que se desempeña en la posición de lanzador en Chicago Cubs, equipo de las Grandes Ligas de Béisbol (MLB).

## Carrera
Morgan hizo su debut en la MLB con el equipo Cleveland Guardians, en el cual jugó cuatro temporadas (2021-2024), después pasó a Chicago Cubs.